# Reine Nouna
Nouna ou Noula est une reine chrétienne du Maroc qui régna sur les îles Canaries et le Souss, durant l'ère chrétienne.

## Biographie

### Origines et royaume
Nouna est une reine chrétienne amazigh, qui débarquant des îles Canaries dans l'Atlantique, aurait facilement régné sur le Souss jusqu'au Seguia el-Hamra.
Noun ne serait que le dérivé de Nouna qui a donné son nom à son royaume. Selon le voyageur espagnol Joaquín Gatell y Folch en 1864, elle serait la marraine de la province du Noun tout entière.
Selon Odette de Puigaudeau, la reine Nouna aurait gravé son nom sur les vestiges du célèbre site d’Agadir Nouna. Ce site se situe aux alentours de Tiliwîn et aussi à Tizi-n-Tarroumit (col de la chrétienne) sur le versant gauche de l’Oued Assaka.
Dans quelques cartographies figure une ville nommée Noun, signalée comme capitale du territoire, tandis que le vraie capitale est aujourd'hui Auguilmim. Noun n'existe plus qu'en ruines.
Dans un document qui délimite une propriété dans le qsar de Tissegnan, on lit : « les limites entre [leurs] propriétés connues au ma’adar lazrag dans la plaine de Oued Nouna (bathat wad nûna)… », faisant allusion à la figure chrétienne.

### Postérité
Elle aurait eu une descendance, puisqu’à Asrir, les amazighs se disent descendre d'une chrétienne; alors que l'Oued Noun est fonder par « Nouna en-Nasraniyya » (Nouna la chrétienne).